# Granny
Granny (с англ. — «Бабушка») — инди-игра в жанре survival horror, созданная и изданная в 2017 году шведским разработчиком Деннисом Вукановичем (известным под псевдонимом DVloper). Является спин-оффом к серии игр Slendrina. В игре есть безымянный главный герой, который попался в ловушку и очнулся в старом доме, и теперь ему нужно решать различные головоломки, избегая главного антагониста игры — бабушки, чтобы выбраться из дома в течение 5 дней.
Granny получила большую популярность после выхода на различных медиа-платформах, таких как YouTube и Twitch. Игра в значительной степени основана на звуке. Её главный антагонист — бабушка, которая реагирует на любой шум, издаваемый игроком. Общая цель игры состоит в том, чтобы сбежать из дома, используя подсказки, предметы и решая головоломки и задания.

## Сюжет
Сюжет игры не упоминается в мобильной версии. В Steam-версии (для Windows) игра начинается со сцены, в которой игрок идёт по лесу. Он находит бабушкин дом и впоследствии подвергается её нападению, теряя сознание. Просыпается главный герой уже в постели, с которой начинается игра. Согласно записке на куске дерева, который находится внутри стен подвала, игрок — не первый человек, которого бабушка поймала в ловушку. Неясно, удалось ли предыдущей жертве сбежать из дома, но записка указывает на то, что она была довольно тяжело ранена и понимала, что у неё было мало шансов на спасение.

## Игровой процесс

Антагонисты игры. Слева направо: бабушка, дочь бабушки (паучья форма), паук и ворон

Игра сосредоточена на использовании различных предметов в течение пяти дней, чтобы сбежать из дома, избегая единственной активной угрозы преследования. Перед игроком предстают три варианта побега: снять замки с входной двери, отремонтировать машину в гараже, или же пройти по канализационной трубе, причём два последних способа побега потребуют дополнительного набора предметов.
Бабушка обыскивает дом в поисках игрока, используя любой громкий звук в своих целях и расставляя ловушки, чтобы помешать игроку продвигаться вперёд. Если бабушка заметит игрока, то начнёт его преследовать. На верхнем чердачном этаже живёт гигантский паук, который охраняет важный предмет и нападает на игрока; чтобы заполучить предмет, главный герой может отвлечь паука, запереть или убить его. Также у бабушки есть ещё один питомец, ворон, который сидит в клетке и также охраняет определённую вещь. Если игрок попытается взять её, ворон клюнет его. Чтобы забрать предмет, главный герой может отвлечь птицу едой в кормушке или убить её с помощью дробовика. Убийства паука и ворона имеют негативное последствие: бабушка сможет отслеживать местоположение игрока.
Также у бабушки живёт её дочь, принявшая после смерти облик паука с огромной головой и восемью паучьими лапами. Она обитает в сточных канавах, куда можно попасть с помощью «паучьего» ключа. Дочь бабушки, в отличие от самой бабушки и других питомцев, практически неуязвима к любому оружию: при попытке обезвредить её она лишь на несколько секунд потеряет равновесие, после чего продолжит преследовать главного героя.
За время нахождения в доме игрок также получает травмы, которые включают хромоту и кровь по бокам экрана. Если бабушка поймает игрока, то вырубит его своей битой, что завершит текущий день. Главного героя также могут вырубить несколько других опасных факторов окружающей среды, встречающихся на протяжении всей игры. Если игрока поймают в последний день, появится одна из четырёх сцен плохой концовки, и игрок вернётся в главное меню. Персонаж может лишить бабушку сознания или временно ослепить её, используя различные ловушки и оружие.
Дополнительный «кошмарный режим» добавляет в игру крысу, меняет внешность бабушки и текстуры поверхностей.

## Продолжения

### Granny: Chapter Two
Вторая игра из серии Granny с названием Granny: Chapter Two была выпущена 6 сентября 2019 года для мобильных Android-устройств. На iOS игра вышла на следующий день, а на Windows — 30 декабря того же года.
Как и в первой части, главный герой оказывается в ловушке в доме. В качестве антагониста к бабушке присоединился дедушка. Дедушка плохо слышит, а потому не реагирует на большую часть звуков, а также не ставит ловушки; тем не менее, он может зайти в комнату охраны и посмотреть по камерам, где находится главный герой, который также может воспользоваться видеонаблюдением. Игрок может выбрать в главном меню игры «режим тренировки», где бабушки и дедушки нет в доме; игра, где только бабушка/дедушка дома, или где они оба дома. Из питомцев у бабушки и дедушки есть водяной монстр, который убивает игрока, если тот упадёт в сточные воды.
В этой игре есть несколько новых предметов и видов оружия, а в дополнение к побегу через главную дверь игрок также может спастись на вертолёте или моторной лодке.

### Granny 3
Третья и последняя часть из серии Granny под названием Granny 3 была выпущена 3 июня 2021 года на Android и 22 августа этого же года на Windows.
Из-за издательской политики Apple, Granny 3 в настоящее время недоступна на iOS. В своём аккаунте в «Твиттере» разработчик серии DVloper объяснил, что Apple считает игру «спамом» из-за её сходства с двумя предыдущими играми.
Как и в предыдущих частях, игрок снова оказывается похищенным бабушкой и дедушкой. На этот раз к ним присоединяется их внучка Слендрина. Основной геймплей идентичен предыдущим частям игры, но с новой локацией, новыми предметами и новыми головоломками, а также небольшими изменениями в поведении врагов, например, дедушка использует дробовик как дальнобойное оружие, и некоторыми новыми игровыми механиками, такими как взлом замков. Теперь из особняка можно выбраться двумя способами: через главные ворота и на поезде метро. Также в новой части у врагов есть два питомца: ворон из первой части игры и крокодил, который убивает игрока при падении в ров.

## Восприятие
Игра Granny заняла первое место среди игровых iOS-запросов за май 2018 года, также находясь в топе запросов в другие периоды.
Игра стала вирусным хитом на различных платформах, став второй по просмотрам мобильной видеоигрой на YouTube в мае 2018 года. У игры появилось множество клонов, многие из которых были сделаны со злым умыслом, например, Scary Granny, игра-мошенник, предназначенная для заражения устройств игроков вредоносным ПО. На платформе Google Play игра получила более 100 миллионов загрузок.
Уильям Левински из Indie Game Critic поставил игре 10 из 10 звёзд, назвав её управление «очень хорошо реализованным», а звуковые эффекты — «звёздными»; рецензент отметил, что она эффективно пугает игрока. Нили Джонсон из Common Sense Media дал игре отрицательный отзыв, поставив ей 2 звезды из 5, заявив, что она «похожа на прототип для более качественного приложения», и назвав графику «безвкусной», при этом отметив, что она пугает.